# Tavazzano con Villavesco

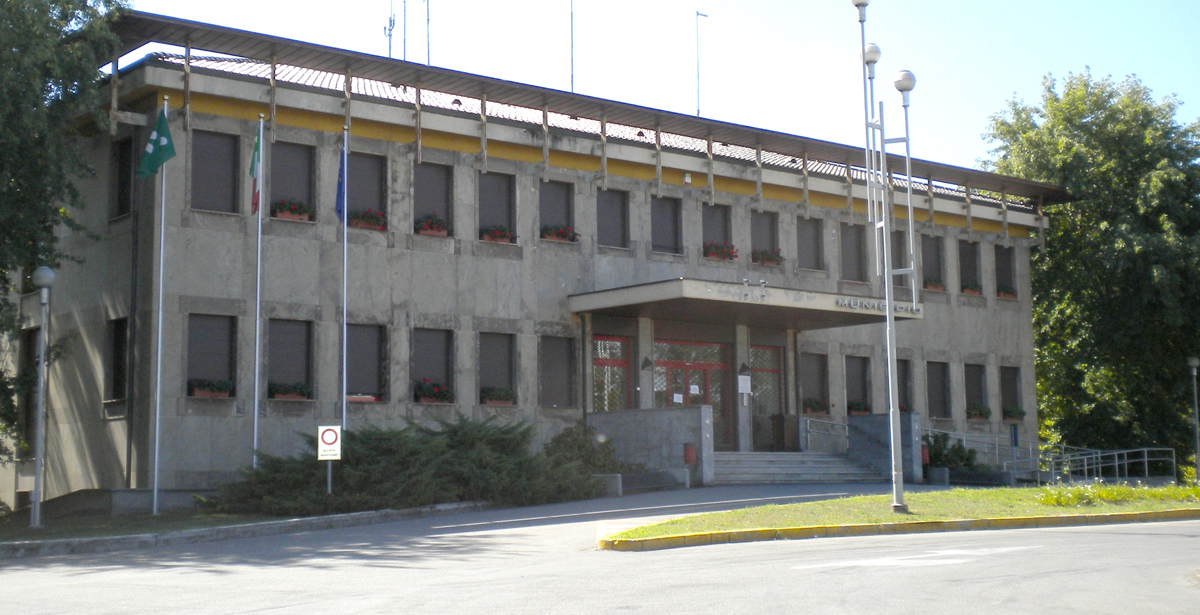
Gemeindepalast von Tavazzano con Villavesco

Tavazzano con Villavesco ist eine Gemeinde mit 5969 Einwohnern (Stand 31. Dezember 2023) in der Provinz Lodi in der italienischen Region Lombardei.

## Ortsteile
Im Gemeindegebiet liegen neben dem Hauptort Tavazzano die Fraktionen Modignano und Villavesco, sowie die Wohnplätze Bolenzano, Muzza und Pezzolo.